# 水江未来
水江 未来（みずえ みらい、1981年7月14日 - ）は、日本のアニメーション作家。『細胞アニメーション』と呼ばれる抽象・ノンナラティブ作品を多数制作している。

## 概要
抽象表現をメインにした作風のアニメーション作家では日本の代表的な人物。MVなど音楽系の映像作品を多数手がける。2020年11月からYouTuberとしても活動している。MIRAI FILM（ミライフィルム）代表。日本アニメーション協会・理事。ASIFA国際アニメーションフィルム協会日本支部・会員。
ベルリン映画祭、ヴェネチア映画祭でのノミネート歴や、アヌシー国際アニメーション映画祭で2度の受賞歴を持つ。
2018年、VOCA展に参加。2019年より、初の長編アニメーション「水江西遊記（仮）」を製作中。2019年3月にフランス・ボルドーで開催されたCartoon Movieと、平成30年度メディア芸術クリエイター育成支援事業・成果プレゼンテーションにて、企画が発表された。2019年（平成30年度）、文化庁から東アジア文化交流使に任命される。
大学でアニメーション教育にも従事している。多摩美術大学グラフィックデザイン学科・非常勤講師。多摩美術大学情報デザイン学科メディア芸術コース・非常勤講師。京都精華大学映像コース・非常勤講師。東京家政大学造形表現学科・非常勤講師。イメージフォーラム映像研究所・専任講師。

## 生い立ちと学生時代
福岡県福岡市出身。3歳のときに正確な円を描き周囲を驚かせる。小学生から高校生まで絵画教室で油絵を学ぶ。高校2年生から美術予備校すいどーばた美術学院に通い、一浪した後、多摩美術大学グラフィックデザイン学科に入学する。入学直後に同級生たちの描写力の高さに驚き、何か武器を身につけなければならないと考え、細胞の絵を描き始める。同じ時期に新宿武蔵野館で上映されていたヤン・シュヴァンクマイエルの特集上映『タッチ&イマジネーション』を観て衝撃を受ける。
大学2年生のときにアニメーションの授業を担当していた同大学教授の片山雅博と出会い、片山の指導の下、これまで描いてきた細胞の絵を動かすべくアニメーション制作を始める。同授業では、世界の短編アニメーションを数多く紹介し、その中でユーリ・ノルシュテインやノーマン・マクラレンの作品に魅了される。そして完成した処女作「FANTASTIC CELL」は、2004年の広島国際アニメーションフェスティバルにノミネートされ、大学在学中に国際映画祭のデビューを飾る。その他、ノルシュテイン大賞・奨励賞、ART-BOX大賞展・久里洋二賞、京都国際学生映画祭、文化庁メディア芸術祭・審査委員会推薦作品など多くの賞を受賞する。以降、「細胞」や「幾何学図形」をモチーフにした抽象アニメーション作品を多数制作し、主に国際映画祭を舞台に現在も活動を続けている。
多摩美術大学グラフィックデザイン学科のアニメーションは、『タマグラアニメ』と呼ばれゼロ年代初頭から学生アニメーションを牽引した。『つみきのいえ』でアカデミー賞を受賞した加藤久仁生や、現在美術家で『電車かもしれない』のアニメーションを制作した近藤聡乃は先輩にあたる。同級生にはアートディレクターの藤田純平や、映像監督の田向潤がいる。2005年に多摩美術大学・美術学部・グラフィックデザイン学科を卒業し、2007年に多摩美術大学大学院・美術研究科・デザイン専攻を修了した。

## 映画祭およびコンテスト
世界4大アニメーション映画祭（アヌシー・オタワ・広島・ザグレブ）すべてにノミネート経験があり、アニマドリード2009（スペイン）では、『DEVOUR DINNER』が準グランプリを受賞。
アヌシーでは10度の公式上映があり、2012年と2014年に受賞、2018年には『DREAMLAND』がクロージングセレモニーで特別上映された。
世界3大映画祭である、ヴェネチア映画祭では『MODERN No.2』（2011年制作）、ベルリン映画祭では『WONDER』が、ワールドプレミアで正式招待上映された。
第68回ヴェネチア映画祭オリゾンティ部門（2011）に『MODERN No.2』がノミネートされ、塚本晋也監督『KOTOKO』とカップリング上映される。アヌシー国際アニメーション映画祭2012では、SACEM賞（最優秀映像音楽賞）を受賞。
2012年4月1日〜2013年3月31日までの1年間（365日）、毎日1秒のアニメーションをネットで発表し続ける『WONDER 365 ANIMATION PROJECT』を達成し、同プロジェクトのアニメーションを一本に編集した短編作品「WONDER」を完成させる。楽曲は、元たまの知久寿焼、石川浩二らが所属し、ロケット・マツが率いるアコースティックオーケストラ的バンドのパスカルズが提供。
2014年、第64回ベルリン映画祭の短編メインコンペティションに『WONDER』（2014年制作）がノミネートされ、映画祭のキュレーターが選ぶ『BERLINARE SHORTS GO WEST』のプログラムにも選出された。短編部門では、水尻自子監督『かまくら』と共に選出され、同部門に選出された日本作品は、この2作品のみで共にアニメーションである。
アヌシー国際アニメーション映画祭2014では、CANAL＋CREATIVE AID賞（最優秀国内作品賞）を受賞。アヌシーで複数作品が受賞した日本人は、川本喜八郎と水江の二人のみで、共に2回受賞。
ノーマン・マクラレンへのオマージュ作品『The Baby Birds of Norman McLaren』（共同監督：中内友紀恵／音楽：トクマルシューゴ）は、ノーマン・マクラレン生誕100年を記念してモントリオールで行われたコンテスト『McLaren Wall to Wall』（主催：NFB）で準グランプリを獲得。
文化庁メディア芸術祭アニメーション部門審査委員会推薦作品に過去7度作品が選出。
NHKデジタルスタジアムに4度選出されるが、ベストセレクションに選ばれたことは一度もない。

### 主な受賞歴
- 2008年：『DEVOUR DINNER』アニマドリード国際アニメーション映画祭2009 準グランプリ[4]
- 2009年：『JAM』アニマニマ国際アニメーション映画祭2009（セルビア） 特別芸術賞[4]
- 2010年：『MODERN』飛騨国際メルヘンアニメ映像祭2010 特別奨励賞（準グランプリ）[4]
- 2010年：『PLAYGROUND』アヌシー国際アニメーション映画祭2012（フランス） ノミネート[4]
- 2012年：『MODERN No.2』アヌシー国際アニメーション映画祭2012（フランス） SACEM賞（最優秀音楽作品賞）[4]
- 2011年：『MODERN No.2』ヴェネチア映画祭2011（イタリア） ワールドプレミア[4]
- 2011年：『AND AND』アニフェスト国際アニメーション映画祭2012（チェコ） MV部門・最優秀賞[4]
- 2014年：『WONDER』ベルリン映画祭2014（ドイツ） ワールドプレミア[4]
- 2014年：『WONDER』アヌシー国際アニメーション映画祭2014（フランス） CANAL+Creative Aid賞（仏テレビ局賞）[4]

## その他の活動
2010年、大山慶、和田淳、土居伸彰らと共にインディペンデントアニメーションレーベル『CALF』設立。同レーベルからDVD『水江未来作品集2003-2010』を発売。現在、CALFは映像制作会社として活動していて、作家集団としてのCALFは解散していて、水江もメンバーから外れている。
国内の若手〜中堅の作家が制作した短編アニメーションを上映するイベント『TOKYO ANIMA！』の実行委員（主にキュレーション担当）を藤田純平（実行委員長、アートディレクション担当）と共に務め、六本木アートナイトの中の催しとして2010年から毎年開催している。水江は主に上映作品のキュレーションを担当している。会場は国立新美術館。
様々なアニメーション作家をゲストに迎えるトークイベント『水江未来のアニとーく！』。オンラインLive配信や、ギャラリーアキチ、ライブハウス下北沢ろくでもない夜などを会場に、2010〜2017年まで不定期で開催していた。これまでのゲスト一覧：デコボーカル・和田淳・銀木沙織・橋本新・土居伸彰・ぬQ・久野遥子・冠木佐和子・幸洋子・姫田真武・沼田友・飯塚貴士。
2012年から2017年の間に不定期で開催された変態アニメーションナイト。ブルース・ビッグフォードやピーター・ミラードなどの変態性の高い作品を、1作品ごとにトークを挟んでいく形式で、水江は主催者の土居伸彰と共にMCを第一回から担当していた。基本的に3時間ほどのイベントだが、オールナイト上映の場合もあった。ここでいう変態とは昆虫の変態などの形が変容する“メタモルフォーゼ”の意味で、ぐにゃぐにゃと変容される作品や、かなりストレンジなスタイルで制作された作品が数多く上映された。カルト的な人気のイベントだった。
2014年2月に、水江未来がこれまで制作した短編作品の特集と、ベルリン映画祭でワールドプレミア上映された最新作「WONDER」の日本凱旋上映として、『ワンダー・フル!!』と銘打って、渋谷ヒューマントラストシネマでの上映を皮切りに全国20箇所の劇場で上映された。インディペンデント・アニメーション作家単独の短編アニメーション作品を映画館で一般興行するのは極めて異例である。興行上映は国内のみだが、2015年にはオランダアニメーション映画祭で、オムニバス長編映画として特別上映された。
2015年・国際交流基金と現地映画祭の主催で、ミャンマーでアニメーションのワークショップを開催。参加者は現地の大学で映画を専攻している学生や、イラストレーターや映像制作業をしているプロなど。ヤンゴンとマンダレーの２都市で開催された。これまで、CMなどの演出で多少のアニメーション表現は存在したが、テレビアニメや映画など、ミャンマーには本格的なアニメーションの歴史が存在していなかった。なので、ミャンマーのアニメーション史にとっても、このワークショップは重要な意味を持つものになった。その後、ワークショップは日本から様々な講師を呼び毎年続いて、ミャンマーのアニメーション文化は飛躍的に進んでいる。水江も2019年に再び講師として訪れている。
2019年1月に、東アジア文化交流使として韓国ソウルに滞在。アニメーション作家ホン・ハクスン氏とチャン・ヒョンユン氏のスタジオを訪問した。また、仁川アートプラットフォームにて上映イベントを開催し、日韓アニメーション文化の交流発展に貢献した。
2020年11月からYouTubeに「水江未来ちゃんねる」を開設。

## 講師・講義歴
- 大原学院高等学校・非常勤講師（2007年4月 - 2009年3月）[6]
- 大原情報ビジネス専門学校・非常勤講師（2008年4月 - 2019年3月）[6]
- 大原学園高等学校・非常勤講師（2009年4月 - 2014年3月）[6]
- 東京造形大学・特別講義（2009年11月）[6]
- 多摩美術大学・特別講義（2011年7月）[6]
- 多摩美術大学・非常勤講師（2012年9月 - ）[6]
- 京都精華大学・非常勤講師（2013年4月 - ）[6]
- 多摩美術大学 美術学部 情報デザイン学科・非常勤講師（2014年4月 - ）[1]
- イメージフォーラム映像研究所・非常勤講師（2018年4月 - ）[6][7]
- 東京家政大学・非常勤講師（2018年9月 - ）[6]
- 多摩美術大学 美術学部 グラフィックデザイン学科・非常勤講師（2021年4月 - ）[1]

## 審査員
- SICAFソウル国際漫画＆アニメーション映画祭2010（韓国）：国際選考委員[4]
- 学生CGコンテスト・第17回（2011年） - 20回（2014年）[4]
- インディアニフェスト2011（韓国）
- 広島国際アニメーションフェスティバル2012：国際選考委員[4]
- 京都国際学生映画祭・第15回（2012年度）[8]
- MONSTRAリスボン・アニメーション映画祭2013（ポルトガル）：長編部門の審査員を務め、回顧上映と特別講演が行われた[4]。
- 東京学生映画祭・第26回（2014年度）・第29回（2017年度）[9]
- 新千歳空港国際アニメーション映画祭・第8回（2021年）[10]：長編部門・学生部門の審査員を務め、特集上映とマスタークラスを行う。

## 評価
芸能界でも、キングコングの西野亮廣や、GLAYのTERU、PUFFYの大貫亜美など、劇場まで足を運び、水江のアニメーション作品に魅了された人物は多い。キングコング西野は、TERUの紹介で上映を観に行き、水江と出会った。その後トークイベントやテレビ番組での対談など親交が続いている。大貫亜美とはその後、連載エッセイ「たぬきが見ていた」の挿絵を担当している。

## オリジナル作品
- 『FANTASTIC CELL』（2003年、デビュー作） 広島国際アニメーションフェスティバル2004・ノミネート
- 『TRIP!-TRAP!』[注釈 2] （2005年、卒業制作）
- 『LOST UTOPIA』[注釈 3] （2007年、修了制作）　オタワ国際アニメーション映画祭2008・ノミネート
- 『DEVOUR DINNER』[注釈 4] （2008年）　アニマドリード国際アニメーション映画祭2009・準グランプリ
- 『JAM』[注釈 5] （2009年）　アニマニマ国際アニメーション映画祭2009（セルビア）・特別芸術賞
- 『METROPOLIS』[注釈 6] （2009年）　SICAFソウル国際漫画＆アニメーション映画祭2009（韓国）・オープニング作品
- 『PLAYGROUND』[注釈 7] （2010年）　アヌシー国際アニメーション映画祭2010（フランス）・ノミネート
- 『MODERN』[注釈 8] （2010年）　飛騨国際メルヘンアニメ映像祭2010・特別奨励賞（準グランプリ）
- 『TATAMP』[注釈 9] （2011年）　シュトゥットガルト国際アニメーション映画祭2011（ドイツ）・ノミネート
- 『AND AND』[注釈 10] （2011年）　ファントーシュ国際アニメーション映画祭（英語版）2011（スイス）・ノミネート／アニフェスト国際アニメーション映画祭2012（チェコ）MV部門・最優秀賞
- 『MODERN No.2』[注釈 11] （2011年）　ヴェネチア映画祭2011（イタリア）・ノミネート／アヌシー国際アニメーション映画祭2012（フランス）・SACEM賞（最優秀映像音楽賞）
- 『WONDER』[注釈 12] （2014年）　ベルリン映画祭2014（ドイツ）・ノミネート／アヌシー国際アニメーション映画祭2014（フランス）・CANAL＋CREATIVE AID賞（最優秀国内作品賞）
- 『茫漠時代-AGE OF OBSCURE-』[注釈 13] （2016年）共同監督：小野ハナ　広島国際アニメーションフェスティバル2016・ノミネート
- 『DREAMLAND』[注釈 14] （2018年） アヌシー国際アニメーション映画祭2018（フランス）・クロージング上映
- 『THE DAWN OF APE』[注釈 15] （2019年） アヌシー国際アニメーション映画祭2019（フランス）・ノミネート
- 『水江西遊記（仮）』 （長編。2021年現在、製作中）

## 依頼作品

### ミュージックビデオ
- 『AND AND』[注釈 16] 松本亨/Psysalia Psysalis Psyche（2011）／監督
- 『Poker』 トクマルシューゴ（2014）／監督（共同監督：中内友紀恵）[11]
- 『実況中継』[注釈 17] RADWIMPS（2014）／アニメーター参加（監督：橋本大佑）
- 『STAR DOME』[注釈 18] SEKAI NO OWARI（2014）／ひかりTV・PV内に登場するキャラクターデザイン
- 『LIFT』 トクマルシューゴ（2016）／監督（楳図かずお「わたしは真悟」の扉絵を使用）
- 『天使のくれた奇跡』 村松崇継 feat. May J（2018）／監督[12]
- 『彗星』[注釈 19] 小沢健二（2019）／手描きアニメーションパート担当（監督：小松真弓）
- 『悲しみの子供たち』 Maison book girl（2020）／監督[13]
- 『化けよ』 ドミコ（2020）／監督[14]
- 『愛そうぜ！』 CHAI（2021）／監督[15]
- 『あびばのんのん』 tempalay（2021）／手描きアニメーションパート担当（監督：Osrin／カットアウトアニメ担当：土屋萌児）
- 『License of Love』 Tomggg & kiki vivi lily（2021）／アートワーク[16]
- 『Summer is Over feat.Mai Anna』 Kaz ※INTERSECTIONのミッチェル和馬のソロ名義（2021）／監督[17]
- 『Talk With God』 moeki（2022）／監督[18]

### 音楽ライブ映像
- GLAY 『GLAY EXPO 2014 TOHOKU』（2014）／アンコール前のアニメーション映像およびマスコットキャラクター「ROKKEN FRIENDS」デザイン
- キングコング西野亮廣・ホームレス小谷主催『天才万博』（2014-2020）／オープニング映像[注釈 20]とVJ
- Maison book girl『Solitude HOTEL ∞F』（2020）／「悲しみの子供たち」曲中のVJ映像

### テレビ番組
- NHK・Eテレ『シャキーン！』（2011）／歌コーナー「ホンマツテントウ虫」アニメーション制作（楽曲提供：ハンバートハンバート）
- テレビ東京『しまじろうのわお！』（2012）／知育コーナー「みわたすのき」アニメーション制作
- テレビ東京『しまじろうのわお！』（2013）／世界の神話シリーズ「パンドラのはこ」アニメーション制作
- NHK総合『花は咲く〜アニメスター・バージョン〜』（2016）／イントロ＆アウトロのアニメーション制作
- NHK総合『ふつうってなんだろう？』（2018）／発達障害ってなんだろう？「#2 ユウのふつう」[注釈 21]のアニメーション制作
- テレビ東京「しまじろうのわお！」（2019）／オープニングタイトル映像[注釈 22]のアニメーションパート制作
- テレビ東京「シナぷしゅ」（2021）／2月の歌「はるまつワルツ」のアニメーション制作（音楽：東郷清丸）

### 広告映像・PV
- カンヌライオンズでの博報堂PR映像『Creative Alchemy』（2013）／アニメーション制作
- PV・ピコスコープSACLA『ピコトピア』（2014）／アニメーション制作
- CM・NISSIN『SAMURAI NOODLE "THE ORIGINATOR"』[注釈 23]（2016）／人物の手描きアニメーションパート担当
- CM・TEIJIN『帰ってきたDAKE JA NAI』[注釈 24]（2016）／アニメーションパート担当
- CM・マクドナルド『マックフルーリー/ニューヨークチーズケーキ＆ダブルチョコファッジ』（2019）／アニメーションパート担当
- CM・サンスター『GUMマウスバリア/朝・お出かけ前に殺菌バリア編/夜・ただいま後に殺菌バリア編』（2021）／アニメーション担当

### イラストレーション

#### 単行本
- 山田悠介『ブレーキ』角川書店、2005年、ISBN 978-4048736237／表紙イラスト
- 木堂椎『りはめより100倍恐ろしい』角川書店、2006年、ISBN 4-04-873679-5／表紙イラスト
- 筒井康隆『陰悩録 リビドー短篇集』角川文庫、2006年、ISBN 978-4041305256／表紙イラスト
- ゆら『Survivor : 生存者』文芸社、2010年、ISBN 978-4-286-08532-6／表紙イラスト

#### 雑誌
- 平山夢明『小説すばる』不定期連載 集英社（2009-2010）／扉絵イラスト
- PUFFY大貫亜美『小説すばる／連載エッセイ「たぬきが見ていた」』 集英社（2014-2021）／扉絵イラスト

### 映画
- 『来る』（2018）／オープニング手描きアニメーション担当（監督：中島哲也）
- 『劇場版オトッペ パパ・ドント・クライ』（2021）／2Dアニメーションパート「すべての名前はおくりもの」「わが麗しのウタウーネ」「ジャンプ！」担当（監督：飯塚貴士）

### その他
- インタラクティブ映像「FRAMED*」の作品『TATAMP EXTENSION』（2014）／アニメーション制作
- 福岡市とオークランド市（ニュージーランド）の姉妹都市30周年記念事業（2016）／ロゴデザイン
- Eテレ『オトッペ』のアプリゲーム『オトッペずかん』（2016）／キャラクターデザイン（全体の1/4を担当）
- 文化庁メディア芸術祭（2019）／作品募集のフライヤーおよびポスターのイラストレーション、告知映像の制作
- JAMSTEC（2019）／グッズデザイン（トートバッグとサーモス）
- 21_21 DESIGN SIGHT『虫展-デザインのお手本-』[注釈 25]（2019）／アニメーション作品「Inside the cocoon」出品
- KYOTO STEAM-世界文化交流祭-[注釈 26] 京都市動物園と京都市美術館の共同研究（2019）／チンパンジーが鑑賞するためのアニメーション作品「THE DAWN OF APE」を制作

## 展覧会
- 2011年：京橋ASK？Pで個展「水江未来の細胞アニメーション！」開催[19]
- 2015年：Lumen Galleryで個展「MIRAI EXPO アニメーション作家・水江未来の宇宙--2001年から2015年とこれから」開催[20]
- 2017年：愛知県美術館で個展「APMoA Project, ARCH vol.21 水江未来「DREAMLAND」」開催[21]
- 2018年：上野の森美術館で開催の「VOCA展2018 現代美術の展望─新しい平面の作家たち」に絵画作品「Progress of humanity／人類の進歩」を出展[22][19]
- 2018年：art space kimura ASK?で個展「DREAMLAND-水江未来のアニメーションのミライ-」開催[23]